# Scratch My Back
Scratch My Back (englisch für „Kratz mir den Rücken“) ist das achte Studioalbum und das sechzehnte Album insgesamt des englischen Singer-Songwriters und Rock-Musikers Peter Gabriel, das am 12. Februar 2010 von Real World Records veröffentlicht wurde. Es ist das erste von zwei Alben des Gesamtprojekts Scratch My Back – And I’ll Scratch Yours.

## Hintergrund
Die Idee hinter Scratch My Back war, dass die Originalinterpreten der von Gabriel ausgewählten Stücke im Gegenzug Lieder von Gabriel in einer eigenen Interpretation einspielen sollten. Dieses Material sollte auf einem eigenen Album veröffentlicht werden, für das ursprünglich der Titel I’ll Scratch Yours vorgesehen war. Der Gesamttitel des Projekts Scratch My Back – I’ll Scratch Yours (engl.:„kratz du meinen Rücken, dann kratz ich deinen“ bzw. „Eine Hand wäscht die andere“) betont die Gegenseitigkeit der Neuaufnahmen.
Das zweite Album erschien jedoch zunächst nicht, da zwar von allen Musikern Bereitschaft zu dem Projekt signalisiert worden war (bis auf Neil Young, Radiohead und David Bowie, der dann aber höchstwahrscheinlich aus gesundheitlichen Gründen durch Brian Eno vertreten werden sollte), jedoch tatsächlich nur sechs Coverversionen von Liedern von Peter Gabriel aufgenommen wurden. Sie sind dann über iTunes als Download bei Musik-Streaming-Plattformen veröffentlicht worden. Die Veröffentlichung des Albums erfolgte schließlich im September 2013 unter dem Titel And I’ll Scratch Yours.
In Australien und Deutschland erschien Scratch My Back am 12. Februar 2010, in Großbritannien am 15. Februar 2010 und in den USA am 2. März 2010. Das Album wurde 2009 bei Associated Independent Recording (AIR Studios) und in den Real World Studios aufgenommen und von Gabriel zusammen mit Bob Ezrin produziert, der 1977 auch sein erstes Album Peter Gabriel 1: Car produziert hatte. Die Orchester-Arrangements übernahm der neuseeländische Komponist John Metcalfe. Metcalfe und Gabriel arbeiten seitdem in diesem Bereich zusammen.
Das Album ist ein Coveralbum mit mal mehr, mal weniger bekannten Liedern in Arrangements für ein klassisches Orchester. Dabei hielten sich Peter Gabriel und der Arrangeur streng an die selbstauferlegte Maxime „no drums, no guitars“ – verzichteten also auf die Verwendung von Schlagzeug und E-Gitarren.

## Entstehung
Mit Hilfe des Pianisten Jason Rebello reduzierte Gabriel jedes Lied bis auf das Grundgerüst, bevor der Arrangeur John Metcalfe die Basisstücke neu einkleidete. Die Aufgabe Metcalfes war es, die Musik der von Gabriel ausgewählten Songs neu zu interpretieren. Er fand, dass dies eine ziemlich ehrenvolle Aufgabe sei, da einige dieser Lieder zu den bekanntesten der letzten 40 Jahre gehörten.

## Live-Veröffentlichung
Im Frühjahr 2010 startete Peter Gabriel die The New Blood Tour, bei der er ausgewählte Konzerte in Europa und Nordamerika spielte, um die Veröffentlichung des Albums zu unterstützen. Die Tournee wurde im Herbst des gleichen Jahres fortgesetzt und beinhaltete eine Show im aus römischer Zeit im ersten Jahrhundert stammendem Amphitheater Anfiteatro Arena Di Verona in Verona, Italien.
Der erste Teil Scratch My Back des nur als Streaming veröffentlichten Konzertfilms Live in Verona – Scratch My Back and Taking The Pulse
konzentriert sich auf die Lieder des Albums Scratch My Back, die die erste Hälfte der Live-Show ausmachten. Die einzelnen Lieder sind mit Interviews mit Peter Gabriel und mit einigen der ursprünglichen Songschreiber verbunden, die über die Interpretationen der Musik für das Album sprechen. Gegenüber der Studioveröffentlichung fehlt bei Live in Verona – Scratch My Back and Taking The Pulse jedoch der Titel The Book of Love.

## Titelliste
Alle Lieder wurden nicht von Peter Gabriel geschrieben, die Originalinterpreten sind jeweils angegeben.

### Disc 1
1. Heroes (im Original von: David Bowie & Brian Eno) – 4:10
2. The Boy in the Bubble (im Original von: Paul Simon) – 4:28
3. Mirrorball (im Original von: Elbow) – 4:49
4. Flume (im Original von: Bon Iver) – 3:01
5. Listening Wind (im Original von: Talking Heads) – 4:23
6. The Power of the Heart (im Original von: Lou Reed) – 5:52
7. My Body is a Cage (im Original von: Arcade Fire) – 6:13
8. The Book of Love (im Original von: The Magnetic Fields) – 3:53
9. I Think It’s Going to Rain Today (im Original von: Randy Newman) – 2:34
10. Après Moi (im Original von: Regina Spektor) – 5:13
11. Philadelphia (im Original von: Neil Young) – 3:46
12. Street Spirit (Fade Out) (im Original von: Radiohead) – 5:06

Gesamtspielzeit (Disc 1): 53:28

### Disc 2 (nur in der Special Edition)
1. The Book of Love (Remix) – 3:40
2. My Body is a Cage (Oxford London Temple version) – 6:04
3. Waterloo Sunset (Oxford London Temple version) (im Original von: The Kinks) – 3:50
4. Heroes (Wildebeest mix) – 4:07

Gesamtspielzeit (Disc 2): 17:41

Gesamtspielzeit (Disc 1–2): 1:11:09

## Mitwirkende

### Musiker
- The Choir Of Christ Church Cathedral, Oxford – Chor (My Body is a Cage)
- Melanie Gabriel – Begleitgesang (The Book of Love)
- Peter Gabriel – Hauptgesang
- Hungarian Orchestra – Orchester (The Book of Love)
- London Scratch Orchestra – Orchester
- Péter Pejtsik – Dirigent

### Technisches Personal
- Marc Bessant – Grafikdesign, Designkonzept
- Tchad Blake – Mixing (My Body is a Cage, Après moi)
- Richard Chappell – Toningenieur (außer The Book of Love), Mixing in den Air Studios
- Mark Claydon – Mixing-Assistent (außer The Book of Love)
- Tony Cousins – Mastering
- Bob Ezrin – Produktion
- Olga Fitzroy – Assistentin der Tontechnik in den Air Studios, Pro-Tools-Schnitt
- Peter Gabriel – Produktion, Arrangement (The Book of Love), Designkonzept
- Laurence Greed – Assistent für Pro Tools-Schnitt
- Will Gregory – Arrangement (The Book of Love)
- David Hiscock – Fotografie
- Nick Ingman – Arrangement (The Book of Love), Orchestrierung (The Book of Love)
- Nadav Kander – Fotografie
- Attila Kölcsényi – Aufnahme (The Book of Love)
- Kurina Támas – Aufnahme (The Book of Love)
- John Metcalfe – Arrangement (außer The Book of Love und I Think It's Going to Rain Today), Mixing (außer I Think It's Going to Rain Today), Orchestrierung (außer The Book of Love), zusätzliche Tontechnik im Oxford Temple
- Randy Newman – Arrangement (I Think It's Going to Rain Today)
- Steve Orchard – Tontechnik in den Air Studios
- Jason Rebello – Arrangement
- Pete Sené – Toningenieur-Assistent (außer The Book of Love)

## Wirkung
Ursprünglich nur als Seitenprojekt betrieben, hatte das Album entgegen den Erwartungen der Plattenfirma EMI und auch von Gabriel selbst großen Erfolg. Die Platzierung in den Musikcharts in Deutschland war besser als die seines letzten regulären Studioalbums.
Die ursprünglich nur mit vier Konzerten angesetzte Livepräsentation wurde mehrmals erweitert und hatte schließlich in den Jahren 2010 bis 2012 über 50 Termine in Europa, Nord- und Südamerika. Für die Konzerte waren auch Kompositionen von Gabriel in ein Orchesterarrangement gefasst worden. Diese wurden 2011 schließlich als eigenständiges Album mit dem Titel New Blood veröffentlicht. Zusätzlich erschien eine DVD mit einer Konzertaufnahme unter dem Namen New Blood: Live in London und ein daraus abgeleitetes Live-Doppelalbum mit dem Namen Live Blood.

## Rezeption

### Charts und Chartplatzierungen
| ChartsChartplatzierungen       | Höchstplatzierung | Wochen |
| ------------------------------ | ----------------- | ------ |
| Deutschland (GfK)              | 2 (11 Wo.)        | 11     |
| Österreich (Ö3)                | 11 (7 Wo.)        | 7      |
| Schweiz (IFPI)                 | 3 (9 Wo.)         | 9      |
| Vereinigtes Königreich (OCC)   | 12 (3 Wo.)        | 3      |
| Vereinigte Staaten (Billboard) | 26 (5 Wo.)        | 5      |

### Auszeichnungen für Musikverkäufe
| Land/Region    | Auszeichnungen für Musikverkäufe (Land/Region, Auszeichnung, Verkäufe) | Verkäufe |
| -------------- | ---------------------------------------------------------------------- | -------- |
| Italien (FIMI) | Gold                                                                   | 25.000   |
| Polen (ZPAV)   | Gold                                                                   | 10.000   |
| Insgesamt      | 2× Gold ·                                                              | 35.000   |